# Baia alle spalle dell'Oceano

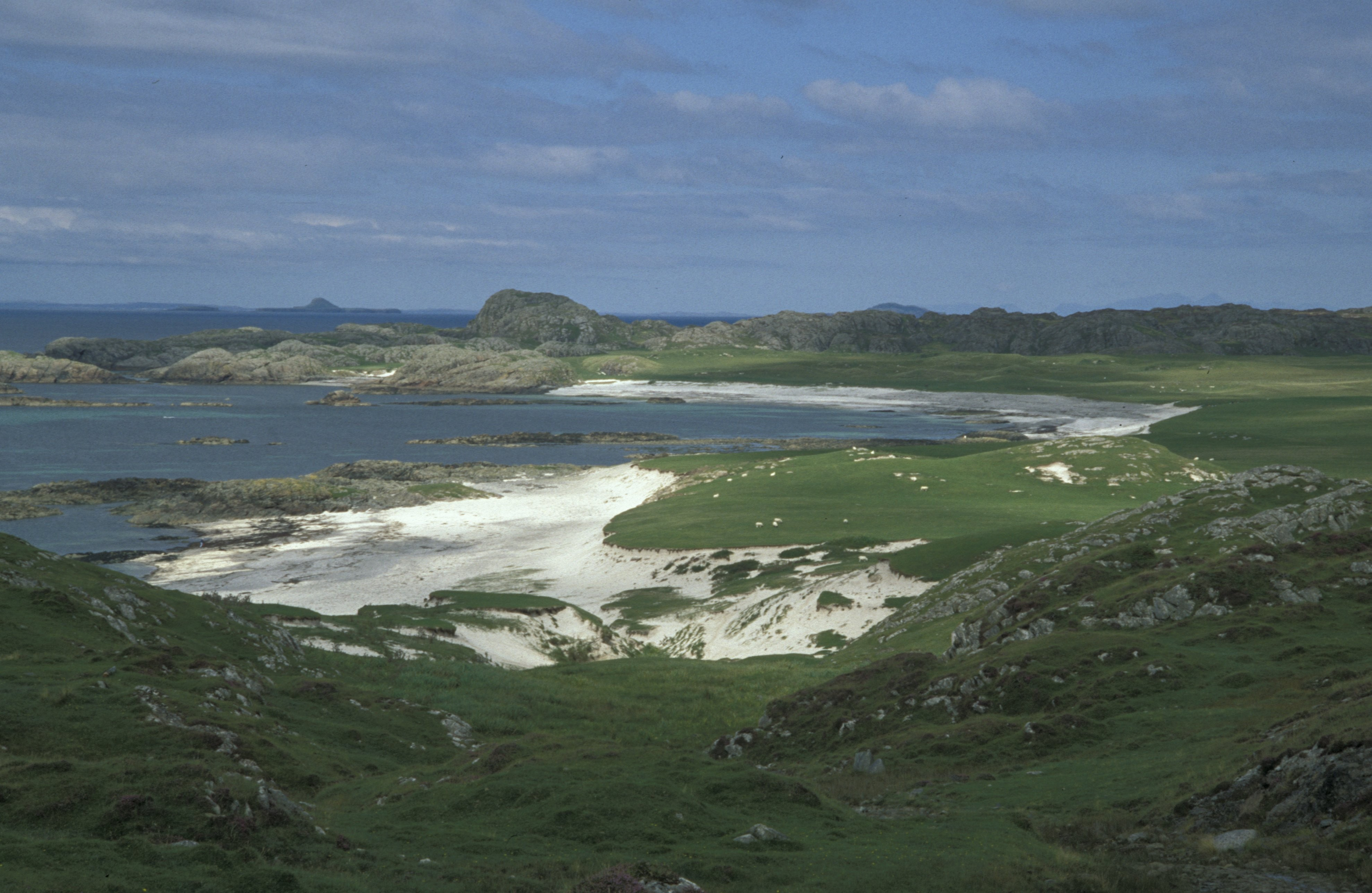
Baia alle spalle dell'oceano, (Iona)

La baia alle spalle dell'oceano è la traduzione dal gaelico scozzese per Camas Cuil an t-Saimh.
Essa è un'ampia baia rivolta ad ovest sull'isola di Iona, nell'arcipelago delle Ebridi Interne in Scozia, ed è così denominata perché la terra più vicina in linea d'aria verso ovest è l'America del nord.
Dietro la spiaggia si trova il Machair, termine in lingua gaelica scozzese che indica un ampio spazio erboso che ospita le pecore della Comunità di Iona che vi pascolano liberamente, muovendosi per tutta l'isola, ed un locale corso di golf.
Essa si trova a metà strada del percorso più conosciuto e caratteristico sull'isola di Iona.